# Albane Gaillot
Pour les articles homonymes, voir Gaillot.
Albane Gaillot, née le 7 juillet 1971 dans le 13e arrondissement de Paris (France), est une femme politique française.
Elle est élue députée dans la onzième circonscription du Val-de-Marne en 2017 sous l'étiquette de La République en marche, qu'elle quitte deux ans plus tard. En 2020, elle est membre de l'éphémère groupe parlementaire Écologie démocratie solidarité.
Depuis décembre 2022, elle est salariée du Planning familial et occupe le poste de Chargée de plaidoyer.

## Biographie

### Origines, études
Après des études de droit à l'université Paris II (Assas), Albane Gaillot travaille à partir de 1999 dans le groupe de protection sociale Audiens. Elle y occupe différents postes, en commençant par celui de gestionnaire de comptes de retraite, en passant par le poste de chargé de mission retraite complémentaire avant de devenir chef de projet digital.
Mariée et mère de deux enfants, elle vit à Villejuif depuis 1976.

### Parcours politique

#### Débuts
Albane Gaillot s'engage en politique à l'occasion des élections municipales de mars 2014, en se présentant en quatrième position sur la liste « Villejuif notre ville » (liste citoyenne de centre-gauche et écologiste) (DVG). Elle était par ailleurs directrice de campagne numérique[réf. souhaitée]. La liste recueille 10,64 % des suffrages au premier tour, et fusionne avec trois autres listes en vue du second tour. Albane Gaillot ne figure pas dans cette nouvelle liste conduite par Franck Le Bohellec (UMP) qui emportera la mairie. Elle quitte le mouvement « Villejuif notre ville » en juin 2015. 
En septembre 2016, elle s’engage auprès d'En marche ! et co-crée le premier comité local de Villejuif[réf. nécessaire].

#### Député

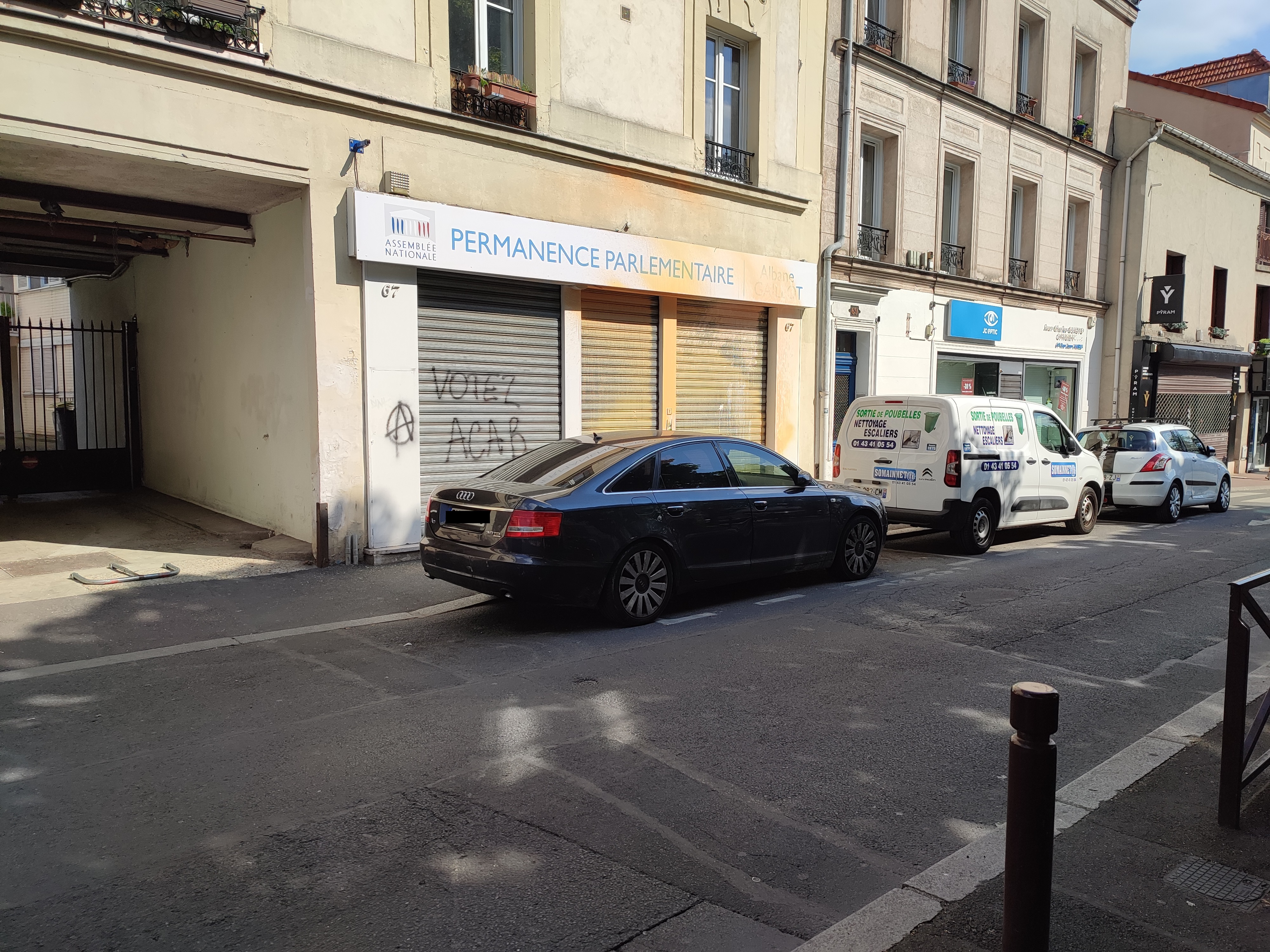
Attaque de la permanence d'Albane Gaillot à Villejuif, en avril 2022, avec des slogans anarchistes et hostiles aux forces de l'ordre.

Le 18 juin 2017, elle est élue députée de la 11e circonscription du Val-de-Marne (Villejuif, Arcueil, Cachan et Gentilly Ouest), avec 53,61 % des voix au second tour des élections législatives.
En juillet 2019, elle vote contre la ratification de l'Accord économique et commercial global, dit CETA : si elle salue les avancées obtenues par la majorité, elle affirme que le texte « ne va pas dans le sens de l'histoire » et que le réchauffement climatique devrait inciter les pays à développer les circuits courts plutôt que le libre-échange au niveau international.
Le 9 septembre 2019, elle annonce se mettre en retrait du groupe LREM à l'Assemblée et siéger désormais parmi ses membres apparentés : dans une lettre, elle déplore le vote de « lois restreignant les libertés individuelles », évoquant l'exemple de la loi anticasseurs. Son apparentement est acté le 13 septembre. Elle quitte son parti dans le même temps.
En novembre 2019, elle co-signe une tribune avec dix autres députés LREM pour s'opposer aux mesures prévues par le gouvernement sur l’immigration concernant la santé et notamment l’aide médicale d’État (AME), plaidant pour ne pas céder « à l’urgence et à la facilité ».
En mars 2020, elle vote la motion de censure défendue par Jean-Luc Mélenchon, André Chassaigne et Valérie Rabault, précisant que son vote « n’est pas un vote de censure ou de sanction du gouvernement » mais « contre le 49-3 ». Elle quitte par la suite le groupe LREM et devient non-inscrite. En mai 2020, elle rejoint le nouveau groupe parlementaire Écologie démocratie solidarité (EDS) fondé par des membres et anciens membres de LREM.
En octobre 2020, elle est rapporteur, au nom du groupe EDS dans le cadre de leur « niche » parlementaire, de sa proposition de loi visant notamment à prolonger de deux semaines supplémentaires le délai légal pour une interruption volontaire de grossesse, qui est adoptée par l'Assemblée nationale en première lecture. Puis après un long chemin parlementaire (2 lectures dans chaque chambre et une cmp non conclusive), est adoptée définitivement le 23 février 2022 et publiée le 2 mars suivant.
Lors de l'examen du projet de loi Climat-Résilience, elle plaide pour l’intégration de « la dimension de genre » dans les débats sur « les effets du changement climatique, qui ont un impact différent sur les hommes et sur les femmes ».
Elle annonce en octobre 2021 son intention de ne pas se représenter lors des élections législatives de 2022.

## Détail des mandats et fonctions
- Députée de la 11e circonscription du Val-de-Marne (2017-2022)[16]